# Grünberger Wochenblatt
Das Grünberger Wochenblatt war eine Zeitung, die von 1825 bis 1944 in Grünberg in Schlesien erschien. Sie entwickelte sich während ihres Erscheinungszeitraums von einer Wochenzeitung zu einer Tageszeitung.

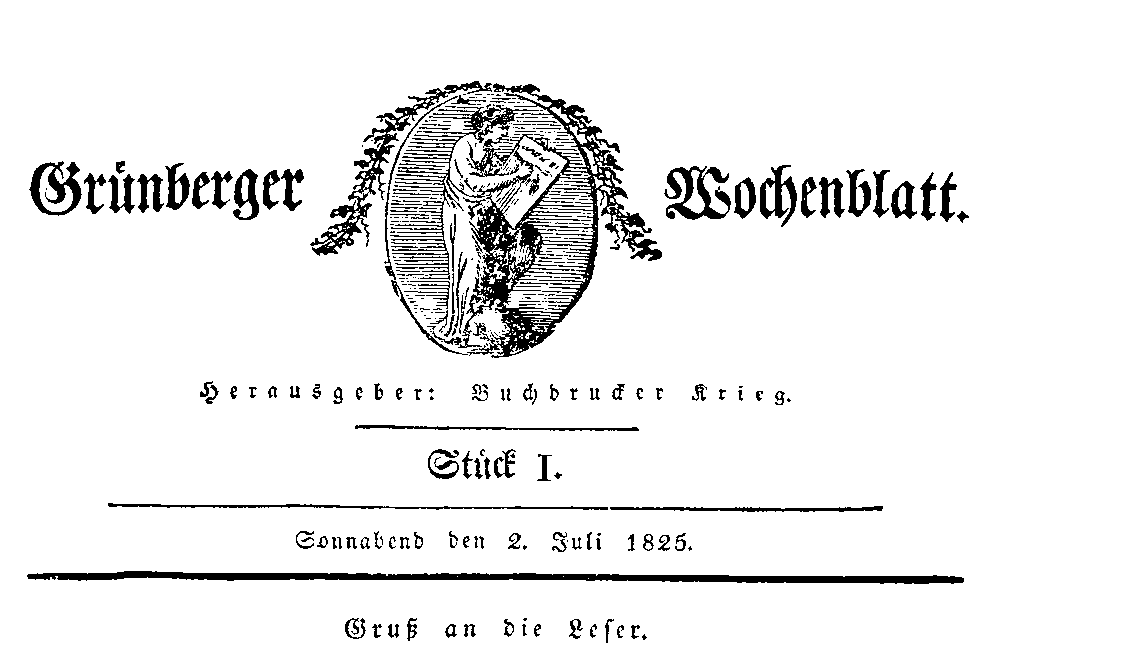
Die Titelseite der ersten Ausgabe aus dem Jahr 1825. Die Klio, griechische Muse der Geschichtsschreibung, im Titellogo wurde 1831 durch das Grünberger Stadtwappen ersetzt.

## Geschichte des Wochenblattes

### 1825–1839
Der Buchdrucker August Krieg begann am 2. Juli 1825 mit der Herausgabe des Wochenblattes, das von da ab jeweils am Sonnabend erschien. Der vierteljährliche Pränumerationspreis betrug 12 Silbergroschen. Für Abonnenten wurde die Zeitung auf Wunsch auch ins Haus geliefert. Die Auflagenzahl aus der Frühzeit des Blattes ist nicht bekannt, die Stadt hatte zu diesem Zeitpunkt jedoch etwa 8800 Einwohner.
Das Grünberger Wochenblatt beinhaltete auf seinen meist acht Seiten eine Mischung aus Unterhaltung (u. a. Erzählungen, Reisebeschreibungen, völkerkundliche Texte, Gedichte, Rätsel) und Nachrichten. Unter den veröffentlichten Nachrichten waren amtliche Bekanntmachungen die Stadt betreffend, Privatanzeigen und auch die Grünberger Marktpreise. Hinzu kamen die kirchlichen Nachrichten, in denen die Geburten, Heiraten und Sterbefälle aus der Stadt Grünberg und den umliegenden Dörfern verzeichnet wurden. Dieser Umstand macht das Grünberger Wochenblatt auch heute noch für familiengeschichtliche Forschungen interessant. Deutschlandweite tagesaktuelle Themen wurden im Blatt zunächst jedoch nicht behandelt.
Ab der Ausgabe vom 18. Juni 1836 war M. W. Siebert Herausgeber, der die Verwaltung der Buchdruckerei und Verlag des Wochenblattes von August Krieg übernahm. Das Blatt wurde seitdem auch in Deutsch-Wartenberg, Neusalz, Lüben und Beuthen verkauft. Der Nachrichtenteil wurde von da ab gesondert mit der Überschrift Intelligenzblatt versehen, wie es damals in der Presselandschaft allgemein üblich war.

### 1839–1871: Unter der Ägide von Wilhelm Levysohn
Ab 1839 fungierte Wilhelm Levysohn als Herausgeber, der die Zeitung stärker politisierte. Ab April 1840 erschien das Wochenblatt (vorübergehend) immer freitags. 1842 wurde in Grünberg mit dem „Grünberger Kreis- und Intelligenzblatt“ eine zweite Zeitung aus der Taufe gehoben. Sie lässt sich mindestens bis 1873 nachweisen.

### 1871 bis zum Ersten Weltkrieg
Nach dem Tode Levysohns übernahm sein Sohn Ulrich die Leitung des Wochenblatts. Später erschien das Wochenblatt dann dreimal wöchentlich, am Dienstag, Donnerstag und Sonnabend.

### 1919–1933
In den zwanziger Jahren fand auch die Sportberichterstattung in weiterem Umfang Eingang in die Zeitung. Das Wochenblatt erschien nun täglich. 
Anfang Juli 1925 wurde mit einer umfangreichen Jubiläumsausgabe der hundertste Geburtstag des Grünberger Wochenblattes gefeiert. Darin finden sich u. a. Glückwünsche des damaligen Reichskanzlers Hans Luther, des Außenministers Gustav Stresemann und des preußischen Ministerpräsidenten Otto Braun als auch von Redaktionen anderer Zeitungen wie dem Sprottauer Wochenblatt. Weitere hundert Jahre, wie vielfach gewünscht, waren der Zeitung nicht vergönnt.

### Zeit des Nationalsozialismus und Ende
Wie alle anderen Zeitungen im Deutschen Reich wurde das Grünberger Wochenblatt nach 1933 von den Nationalsozialisten vereinnahmt, es trug im Untertitel die Bezeichnung „Amtliches Nachrichtenblatt der NSDAP“. 1944 wurde es schließlich als Folge des Zweiten Weltkrieges eingestellt.

## Grünberger Wochenblatt heute
Auch heute existiert ein Grünberger Wochenblatt. Es lehnt sich mit seinem Namen bewusst an die Tradition der antiquarischen Zeitung an und sieht sich laut Untertitel als „Mitteilungsblatt für die früheren Bewohner der Stadt und des Kreises Grünberg in Schlesien“. Die Zeitschrift erscheint monatlich.